# Thomas Glen-Coats
Sir Thomas Coats Glen Glen-Coats, 2n Baronet (Paisley, Renfrewshire, 5 de maig de 1878 - Glasgow, 7 de març de 1954) va ser un regatista escocès que va competir a començaments del segle xx.
Era fill de Sir Thomas Glen-Coats, 1r Baronet, membre del Parlament per West Renfrewshire. En morir el seu pare el 1922 heretà el títol de baronet, que s'extingí a la seva mort.
El 1908 va prendre part en els Jocs Olímpics de Londres, on va guanyar la medalla d'or en la categoria de 12 metres del programa de vela com a timoner de la tripulació de l'Hera.